# Aloinella
Aloinella är ett släkte bladmossor i familjen Pottiaceae.

## Arter
- Aloinella andina
- Aloinella boliviana
- Aloinella catenula
- Aloinella cucullatifolia
- Aloinella cucullifera
- Aloinella galeata
- Aloinella venezuelana